# Adam Dubin (biolog)
Adam Dubin (ur. 1945) – polski biolog, profesor nauk biologicznych. 

## Życiorys
W 1999 r. uzyskał tytuł profesora nauk biologicznych. Był zatrudniony na stanowisku profesora zwyczajnego na Wydziale Biochemii, Biofizyki i Biotechnologii Uniwersytetu Jagiellońskiego. W 2000 r. został pierwszym kierownikiem Zakładu Biochemii Analitycznej powołanym na tymże wydziale, kierował też działającą w nim Pracownią Enzymologii i Chemii Białek. W 2015 r. przeszedł na emeryturę i został profesorem emerytowanym w ZBA.
Był członkiem Rady Polskiej Izby Gospodarczej Zaawansowanych Technologii, członkiem Komitetu Biochemii i Biofizyki oraz Komitetu Biotechnologii PAN; w tym drugim pełnił funkcję członka prezydium.
W 2004 r. założył spółkę biotechnologiczną Biocentrum, wykupioną później przez przedsiębiorstwo Selvita. Dubin został członkiem rady nadzorczej Selvity, jest też konsultantem naukowym w spółce Selvita Services.
Jego zainteresowania naukowe obejmują badania proteinaz, białek rekombinowanych i peptydów antybakteryjnych.